# Ямбліх (письменник)
Ямбліх (дав.-гр. Ἰάμβλιχος; після 100 — після 165) — давньогрецький письменник часів Римської імперії.

## Життєпис
Народився у сирійському місті Емеса (сучасний Хомс). Здобув освіту у Вавилоні. Знав грецьку, арамейську та аккадську мови. Під час військової кампанії імператора Траяна у 114–117 роках потрапив у полон (після захоплення Вавилона римлянами). Як раба його продали до Сирії. Втім згодом Ямвліх зумів здобути волю. Після цього заробляв собі як ритор. Деякий час перебував у Вірменії, в часи правління царя Сохемоса.

## Творчість
З усього доробку Ямбліха відомо лише про «Вавилоніку». Вона написана грецькою мовою. Це один з перших любовних романів. За різними джерелами він складався з 17 або 39 книг. Був доволі популярним під час парфянських походів імператора Луція Вера та Авіддія Кассія.
Тому ймовірно був написаний напочатку 160-х років.